# مايك ديفيس (لاعب كرة قاعدة)
مايك ديفيس (بالإنجليزية: Mike Davis)‏ هو لاعب كرة قاعدة أمريكي، ولد في 11 يونيو 1959 في سان دييغو في الولايات المتحدة.

## وصلات خارجية
- مايك ديفيس على موقعبيزبول رفرنس.كوم (الدوري الرئيسي) (الإنجليزية)
- مايك ديفيس على موقعبيزبول رفرنس.كوم (الدوري الثانوي) (الإنجليزية)
- مايك ديفيس على موقع مشجعي الرسوم البيانية (الإنجليزية)